# Ion Mogoș
Ion Mogoș (n. 11 martie 1948) este un deputat român în legislatura 1996-2000, ales în județul Iași pe listele partidului PNL.